# Paul Hinder

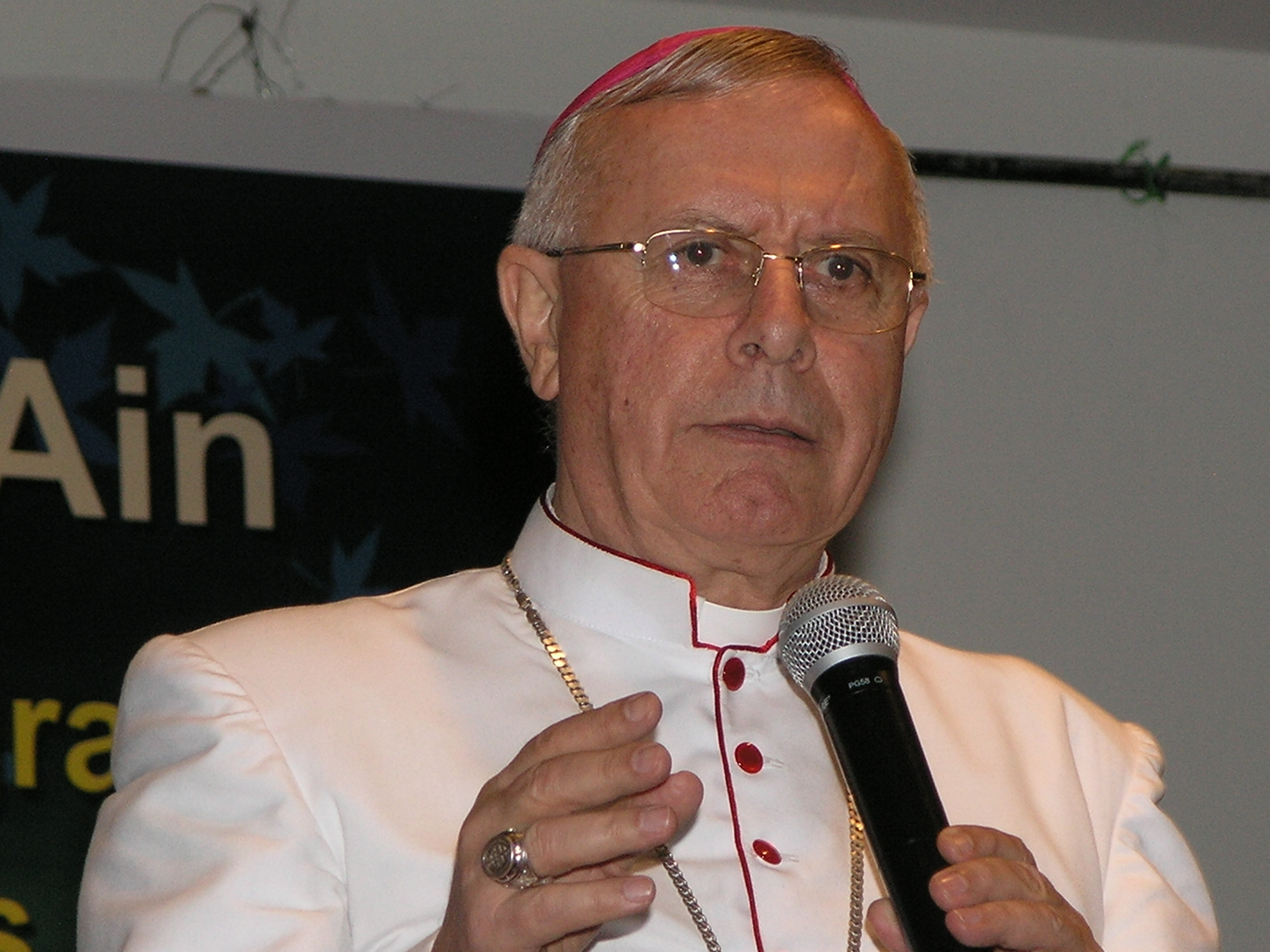
Bischof Paul Hinder

Bischofswappen

Paul Hinder OFMCap (* 22. April 1942 in Lanterswil-Stehrenberg in der Gemeinde Bussnang, Kanton Thurgau, Schweiz) ist Schweizer Ordensgeistlicher und emeritierter Apostolischer Vikar im Apostolischen Vikariat Südliches Arabien.

## Leben
Paul Hinder wuchs mit seinen drei Brüdern Wilhelm, Pius und Josef in Stehrenberg in der Nähe von Weinfelden auf. Er trat 1962 in den Kapuzinerorden ein, legte am 18. September 1966 seine Profess ab, studierte am theologischen Seminar der Kapuziner in Solothurn und empfing dort am 4. Juli 1967 die Priesterweihe. Paul Hinder wurde an der Universität Freiburg (Schweiz) mit einer Arbeit über die Grundrechte in der Kirche beim Kanoniker Eugenio Corecco, ab 1986 Bischof von Lugano, promoviert.
Nach mehrjähriger Tätigkeit in der Seelsorge und als Leiter des Noviziats wurde er Regionaloberer der Deutschschweizer Kapuziner und 1989 Provinzial der Schweizer Kapuziner. 1994 wurde Paul Hinder in den Generalrat des Kapuzinerordens gewählt mit Zuständigkeit für die deutsch- und französischsprachigen Provinzen sowie für die Kapuziner im Nahen Osten.
Wie es seit dem 19. Jahrhundert üblich ist, dass der Bischof in Arabien aus den Kapuzinern stammt, wurde 2003 Paul Hinder von Papst Johannes Paul II. zum Weihbischof im südlichen und nördlichen Apostolischen Vikariat Arabien bestellt und zum Titularbischof von Macon ernannt.
Die Bischofsweihe spendete ihm am 30. Januar 2004 in der St. Josefs-Kathedrale von Abu Dhabi Crescenzio Kardinal Sepe, Präfekt der Kongregation für die Evangelisierung der Völker; Mitkonsekratoren waren Erzbischof Giuseppe De Andrea, Nuntius in Arabien, und Bischof Giovanni Bernardo Gremoli OfMCap, Apostolischer Vikar in Arabien. Der Wahlspruch Hinders lautet: Justitia et pax et gaudium (lateinisch für "Gerechtigkeit und Frieden und Freude"). 
Am 21. März 2005 erfolgte die Ernennung zum Apostolischen Vikar von Arabien und Jemen mit Sitz in Abu Dhabi, Vereinigte Arabische Emirate (VAE).
Mit der Aufteilung des Apostolischen Vikariats Arabien in ein Apostolischen Vikariats Südliches Arabien und ein Apostolisches Vikariat Nördliches Arabien übernahm Paul Hinder am 31. Mai 2011 das Apostolische Vikariat Südliches Arabien, das mit über 900.000 Quadratkilometern Fläche eine der weltweit flächengrößten Diözesen ist. Es umfasst die Länder Jemen, Oman, die Vereinigten Arabischen Emirate (VAE). Katar, Bahrein und Saudi-Arabien bilden seit 2011 das Apostolische Vikariat Nördliches Arabien mit 2.180.000 Quadratkilometern. Paul Hinder betreute vor allem über eine Million internationale Christen, die auf der arabischen Halbinsel beruflich tätig sind, darunter auch alle orientalischen Riten-Kirchen in Arabien, zum Beispiel Maroniten aus dem Libanon oder Syro-Malabaren und Syro-Malankaren aus Indien. 
Als leitendem christlichem Seelsorger in ausschließlich muslimisch geprägten Ländern waren Paul Hinder bezüglich Sozialkritik (z. B. der Arbeitsbedingungen der ausländischen Angestellten) unter der Gefahr der Ausweisung weitgehend die Hände gebunden. Bezüglich der angeblichen Gefahr des Islam für Europa meint er, dass nach seinem Dafürhalten die Gefahr in der religiösen Lauheit der Europäer liege.
Nach dem Tod von Camillo Ballin MCCI, Bischof und Apostolischer Vikar im Nördlichen Arabien und Kuwait, Mitte April 2020 übernahm Hinder auf Bitten von Papst Franziskus am 13. Mai 2020 als Apostolischer Administrator bis zum Amtsantritt von Ballins Nachfolger am 18. März 2023 auch die Verwaltung des Vikariates für das Nördliche Arabien mit Bahrain, Katar und Saudi-Arabien.
Papst Franziskus nahm am 1. Mai 2022 seinen altersbedingten Rücktritt vom Amt des Apostolischen Vikars des südlichen Arabien an.

## Ernennungen
Am 19. Juli 2008 wurde er Mitglied des Päpstlichen Rates der Seelsorge für die Migranten und Menschen unterwegs.
Gemäß Mitteilung der Katholischen internationalen Presseagentur kipa/apic vom 4. Juli 2009 wurde Paul Hinder zusammen mit Heinz Wilhelm Steckling, Generaloberer des Missionsordens der Immaculata-Oblaten (OMI) von Papst Benedikt XVI. als Berater in die Missionskongregation berufen.

## Schriften
- Grundrechte in der Kirche: Eine Untersuchung zur Begründung der Grundrechte in der Kirche. Universität, Freiburg i.Ü. 1977, ISBN 3-7278-0174-3.
- Zwischen Morgenland und Abendland: Der Nahe Osten und die Christen. Dialog, Münster 2011, ISBN 978-3-941462-55-7 (Hrsg. Thomas Sternberg)
- Als Bischof in Arabien: Erfahrungen mit dem Islam. Herder, Freiburg im Breisgau 2016, ISBN 978-3-451-34883-9 (Mit Simon Biallowons).